# Bergön (vid Bromarv, Raseborg)
Bergön är en ö i Finland. Den ligger i Skärgårdshavet och i kommunen Raseborg i landskapet Nyland, i den sydvästra delen av landet. Ön ligger omkring 100 kilometer väster om Helsingfors.
Öns area är 22,7 hektar och dess största längd är 0,7 kilometer i sydväst-nordöstlig riktning.